# حملة جيسلي
كانت حملة جيسلي عبارة عن نجدة عسكرية ناجحة قامت بها قوة عسكرية متعددة الجنسيات هدفت للتقدم نحو بكين وحماية المفوضيات الدبلوماسية وأصحاب الجنسيات الأجنبية الموجودين في المدينة من الهجمات التي شُنَت عليها عام 1900. وكانت هذه الحملة جزءًا من حرب ثورة الملاكمين.

## معلومات عامة
كانت «الملاكمون» حركة شعبية ريفية مناهضة للثقافة الأجنبية والديانة المسيحية. وهدفت تلك الحركة لتخليص الصين من التأثير الأجنبي (الغربي). وفي مايو وبداية شهر يونيو عام 1900، تقدم الملاكمون نحو بكين. ساورت الشكوك حكومة كينغ الصينية بشأن الملاكمين؛ إذ خشيت أن يصبحوا معارضين لها أيضًا. وقد مثّل الملاكمون، بالفعل، تهديدًا خطيرًا على المواطنين الغربيين واليابانيين والمسيحيين الصينيين الذين كانوا يعيشون في بكين، وتيانجين، وغيرها من المناطق الموجودة شمال الصين.
وطلبت المفوضيات الدبلوماسية (السفارات) في بكين إرسال قوات مشاة البحرية إليها لحمايتها. ووصل بالفعل أكثر من 400 جندي من مشاة البحرية من ثماني دول إلى بكين في 31 مايو. لكن مع تزايد تهديد الملاكمين، صار من الواضح أن هناك حاجة لمزيد من الجنود. وفي يوم 9 يونيو، أرسل الوزير البريطاني كلود ماكسويل ماكدونالد برقية إلى اللواء البحري إدوارد هوبارت سيمور، قائد أسطول الصين التابع للبحرية البريطانية، بأن الموقف في بكين «يتزايد خطورة كل ساعة»، وأنه «ينبغي إنزال القوات وإعداد كافة الترتيبات للتقدم نحو [بكين] في الحال».
وعند تلقي سيمور رسالة ماكدونالد، جمع في خلال 24 ساعة قوة تزيد عن 2000 جندي من قوات الملاحة والمشاة البحرية من السفن الحربية الغربية واليابانية، واستعد للإبحار إلى بكين من تيانجين التي تبعد عنها 75 ميلاً بالقطار. وتألفت قواته من 916 بريطانيًا، و455 ألمانيًا، و326 روسيًا، و158 فرنسيًا، و112 أمريكيًا، و54 يابانيًا، و41 إيطاليًا، و26 نمساويًا. وكان رئيس أركان قوات سيمور هو القائد جون جيليكو. أما قائد القوات الأمريكية في الحملة، فكان القائد بومان إتش ماكالا.
توقع الدبلوماسيون في بكين وصول سيمور إليهم يوم 11 يونيو، لكنه لم يفعل. وبعد ذلك الحين بفترة قصيرة، انقطعت جميع الاتصالات، واختفت حملة سيمور داخل الصين. فبدون الحصول على إذن المحكمة الإمبريالية الصينية، كانت الحملة تُعَد احتلالاً للبلاد. ومن ثم، كان رد الصين حاسمًا. وتكبد سيمور هزيمة منكرة أثناء ما يُعرَف بحملة سيمور الكارثية.

## الحملة
عانت القوات المتحالفة من أمراض عضال، وظروف غير صحية، وتعرضوا للإسهال، والحشرات، وغيرها من الآفات الأخرى. وحذر القائد دوروود من تقدم القوات، وحث رجاله البالغ عددهم 60000 جندي على الاستعداد قبل التقدم. وذلك بعد أن رأى كيف أهلك الصينيون القوات المتحالفة بما لديهم من أسلحة في تيانجين. فحطم الصينيون السكك الحديدية وسفن الجنك الشراعية لمنع القوات المتحالفة من التقدم. اُختير المارشال الألماني، ألفريد فون فالدرسي، ليكون القائد الأعلى للقوات المتحالفة، لكنه كان في ألمانيا مع جنوده. ومن ثم، اُختير الفريق ألفريد جيسلي ليكون قائدًا مؤقتًا للحملة.
لم يتوفر آنذاك سوى 2500 جندي وفرد من قوات مشاة البحرية للسيطرة على مكان يمتد لمسافة عشرة أميال، مع انقطاع كافة الاتصالات مع الأسطول لفترة زمنية طويلة. لكن القوات أخذت تتزايد مع إرسال أكبر عدد ممكن من الجنود إليها. ومع ذلك، لم يصل ما يكفي من الإمدادات حتى يوم 14 يوليو من الساحل لنجدة القوات المحاصرة بعد قتال عنيف. واحتلت، بذلك، القوات المتحالفة المدينة بأكملها التي لزمت السيطرة عليها لتكون قاعدة للعمليات ضد بكين. عانت القوات، بعد ذلك، من حالة من الانتظار المقيت قبل أن تتمكن من التقدم نحو العاصمة. ورجع السبب الرئيسي في هذا الانتظار إلى تقلب الآراء بشأن بسالة الصينيين وما تمتعوا به من كفاءة في مقاومة حملة سيمور. ومن ثم، كانت قوات التحالف لتمكث بضعة أسابيع أخرى في تيانجين في انتظار المزيد من المدد، لولا تهديد القائدين الأمريكي والبريطاني بالتقدم والمجازفة وحدهما مع فرقهما العسكرية. وبالرغم أنه في ظل توقع زيادة بسالة الصينيين، والاعتقاد بأن القوات كانت بحاجة إلى مدد لا يقل عن 50000 جندي (بل ورأى البعض أنهم بحاجة إلى 70000)، تمكنت القوات من غزو المناطق الداخلية، ونجحت حملة النجدة الثانية أخيرًا من المضي قدمًا يوم 4 أغسطس، بقوة لا تزيد عن 18800 رجل؛ الأمر المثير للإعجاب. وتألف هذا العدد من 8000 جندي ياباني، و3000 بريطاني، و4500 روسي، و2500 أمريكي، و800 فرنسي. ولم يشارك الألمان، لأن القوات رأت من الحكمة الاحتفاظ ببعض القوات في كياوتشاو والساحل.
تكونت البعثة من عدد غير معلوم من الألمان والنمساويين والإيطاليين، بالإضافة إلى 900 جندي بريطاني، و1300 هندي، و300 صيني متعاون تحت قيادة بريطانية مباشرة، و2000 أمريكي، و1200 فرنسي، و3000 روسي، و9000 ياباني. كما عمل نحو 25000 جندي روسي وياباني على حماية تاكو وتيانجين، وبالتالي لم يشاركوا في هذه الحملة. وأغلب قوات المشاة الفرنسيين كانوا من الهند الصينية.

### نيران صديقة متعمدة وغير متعمدة في صفوف القوات المتحالفة
ثار الخلاف والقتال بين القوات المتحالفة؛ إذ أخذوا يوجهون النقد لبعضهم البعض فيما يتعلق بقدرتهم القتالية. فقتل بعض جنود فرقة «ويلش فيزيليرز الملكية» أربعة ألمان في إحدى المعارك. ويُذكَر أن قائد هذه الفرقة أودع رجاله السجن لعدم قتلهم المزيد من الألمان. من ناحية أخرى، تمثلت المساهمة الفرنسية في تلك الحملة في إطلاق النيران خطأً على أفراد القوات المتحالفة، ولم يزد دورهم عن ذلك.

### الطقس
تأثرت القوات المتحالفة بدرجات الحرارة التي وصلت إلى 120 درجة فهرنهايت، والحشرات التي أحاطت بهم من كل مكان. وأصيب الجنود بالجفاف، وماتت الخيول. وقتل أهالي القرى الصينيون جنود القوات المتحالفة الذين كانوا يبحثون عن آبار المياه، وفقؤوا أعين الجنود اليابانيين وقطعوا ألسنتهم، وصلبوهم على أبواب القرى. وتسبب الطقس في مقتل العديد من القوات المتحالفة بسبب الحرارة المرتفعة، فكان الزبد يخرج من أفواههم أثناء الحملة. حتى الهنود والروس، الذين كان من المعتقد أنهم الأقوى بين القوات، هلكوا أيضًا.

### الأعمال الوحشية
اتسمت التكتيكات العسكرية بوحشيتها لدى الطرفين. فكان كل فريق تصله أنباء بالشنائع التي ارتكبها الفريق الآخر. ونشرت الصحف الأجنبية، أيضًا، شائعات وتقارير وضعتها أطراف ثالثة؛ بعضها كان صحيحًا.
وذكر شهود عيان أن القوات المتحالفة كانوا يقطعون رؤوس جثث الصينيين بعد قتلهم. ويطعنون بالحراب الصينيين الأحياء ويقطعون رؤوسهم، بالإضافة إلى اغتصاب الفتيات والسيدات الصينيات. واتهِم الروس واليابانيون، على وجه التحديد، بارتكاب هذه الشنائع. فقتل الروس الصينيين دون تمييز. وذكرت التقارير أن الصينيين كانوا يردون بالعنف والتشويه ذاته، لا سيما تجاه الروس الذين يأسرونهم. وذكر الرائد الأمريكي سميدلي باتلر أنه رأى بقايا جثتي جنديين يابانيين فقئت عيونهما وقطِع لساناهما قبل أن يصلبا على الأبواب.